# Lamarão
Lamarão là một đô thị thuộc bang Bahia, Brasil. Đô thị này có diện tích 356,002 km², dân số năm 2007 là 8975 người, mật độ 25,2 người/km².